# Turbo Power Rangers - Il film
Turbo Power Rangers - Il film (Turbo: A Power Rangers Movie) è un film statunitense del 1997 diretto da David Winning e Shuki Levy e scritto da Levy e Shell Danielson. È stato prodotto dalla Saban Entertainment e dalla Toei Company ed è stato distribuito da 20th Century Fox.
Il film serve come ponte tra le stagioni televisive Power Rangers Zeo e Power Rangers Turbo, e infatti i nuovi membri del cast e i personaggi del film entrano a far parte anche della serie televisiva prodotta nello stesso anno Power Rangers Turbo, serie nella quale sono stati usati i set e i costumi creati per il film, inoltre anche la storia della serie è una continuazione di quella del film.

## Trama
Su un pianeta lontano, un mago di nome Lerigot viene braccato dalla pirata spaziale Divatox che cerca, dal mago, una chiave d'oro per aprire un portale inter dimensionale e sposarsi con il demone Maligore, da cui Divatox può ricavare ricchezza e potere e che è stato imprigionato in un'isola del pianeta Terra. Lerigot riesce a fuggire e si dirige sulla Terra alla ricerca dei suoi amici Zordon e Alpha 5; finisce in Africa e si mette alla ricerca dei compagni, accompagnato da un gruppo di scimpanzé. All'insaputa di Lerigot, però, anche Divatox si dirige sulla Terra alla sua ricerca.
Intanto, ad Angel Grove, Rocky, Adam e Tommy si allenano per una competizione di lotta ma, durante gli allenamenti, Rocky ha un incidente e si rompe la schiena. In ospedale, Adam, Tommy, Tanya e Kat (gli Zeo Rangers rimasti dopo l'infortunio di Rocky) si riuniscono insieme a Justin, un ragazzino amico dei quattro che ha scoperto l'identità dei Rangers. Al centro di comando, Zordon invia Tommy e Kat a cercare Lerigot; rivelando che la luce de loro sole può indebolire l'alieno, i due riescono nell'intento e portano Lerigot al centro di comando, scoprono inoltre dei suoi poteri quando cura Kat che si è fatta durante la sua ricerca.
Il nipote di Divatox, Elgar, viene inviato a cercare due persone che serviranno come sacrificio umano per far apparire Maligore. Inizialmente vengono catturati Bulk e Skull, storiche conoscenze dei Rangers, lasciandoli in uno stato ipnotico, ma Divatox non li ritiene adatti per far ritornare Maligore, dato che le due persone devono essere di cuore puro e loro due non lo sono. Elgar ci riprova e cattura altre due persone, ovvero Kimberly e Jason (il Pink e il Red Rangers originali), catturati mentre facevano un'immersione.
Inoltre invia un video sia degli ostaggi che della moglie e del figlio neonato di Lerigot, che hanno catturato, i Rangers intercettano il video, ma arrivati al luogo dello scambio vengono ingannati e la piratessa rapisce il mago alieno  
Zordon e Alpha 5 creano allora nuovi poteri per i Rangers, al fine di sconfiggere Divatox e salvare i loro amici . Grazie ai loro nuovi poteri Turbo e ai loro veicoli, i nuovi Turbo Zords, si dirigono, passando per il deserto, su una nave chiamata Ghost Galleon, che li condurrà sull'isola dove è nascosto Maligore il Triangolo del Nemesis e dove anche i loro nemici sono diretti con gli ostaggi. Dato che Rocky è ancora in ospedale, Justin prende il suo posto come Blue Ranger. 
Sulla nave, Divatox invia i suoi Piranhatrons a combattere contro i Rangers, ma gli eroi hanno la meglio. Mentre il sottomarino di Divatox si avvicina isola, Jason si sacrifica per fare scappare Kimberly e gli altri, anche se vengono nuovamente catturati sull'isola
Una volta sull'isola, i Rangers raggiungono il vulcano dove è rinchiuso il demone e scoprono che Kimberly e Jason sono stati posseduti mentalmente da Maligore, dopo che Lerigot è stato costretto a aprire il portale, i Rangers sconfiggono nuovamente i Piranhatrons, ma vengono attaccati dai loro amici, che vengono liberarti da Lerigot e sua moglie Yara.
Non avendo più nessuno da sacrificare, Divatox sacrifica Elgar facendolo cadere in un cratere colmo di lava e causandone quindi la morte; il “sacrificio” di Elgar riesce a riportare in vita Maligore, che con gran sorpresa della piratessa si rivela mostruoso e una volta uscito dal vulcano diventa gigantesco per sconfiggere i Rangers, che però contrattaccano formando il Turbo Megazord e, dopo una durissima lotta senza esclusione di colpi, i Rangers riescono a sconfiggere Maligore; con la morte di quest'ultimo, il matrimonio di Divatox è quindi saltato e la pirata spaziale fugge insieme ai suoi scagnozzi, giurando però vendetta. I Rangers portano quindi i loro compagni ad Angel Grove; il giorno della competizione di lotta, Jason prende il posto dell'infortunato Rocky e vince il torneo e l'importo della vincita viene usato per far riparare un centro di ritrovo che frequenta Justin.

## Distribuzione
Il film fu distribuito nelle sale statunitensi il 28 marzo 1997.

## Personaggi
- Johnny Yong Bosch è Adam Park / Green Turbo Ranger: un campione di arti marziali di origine coreana, secondo Black Ranger Mighty Morphin e Green Zeo Ranger.
- Nakia Burrise è Tanya Sloan / Yellow Turbo Ranger: una ragazza orfana dell'Africa che è stata portata nel futuro dalla seconda Yellow Ranger Mighty Morphin, Aisha Campbell, diventando la Yellow Zeo Ranger. È innamorata di Adam.
- Blake Foster è Justin Stewart / Blue Turbo Ranger: un bambino orfano di madre di cui si prendono cura Tanya e Kat. Scoprirà l'identità segreta dei Power Rangers ed è chiamato a sostituire Rocky, diventando il primo Ranger bambino.
- Jason David Frank è Thomas "Tommy" Oliver / Red Turbo Ranger: è il leader del gruppo ed è stato il Green e White Ranger Mighty Morphin e il Red Zeo Ranger.
- Catherine Sutherland è Katherine "Kat" Hillard / Pink Turbo Ranger: una ragazza australiana innamorata di Tommy, è stata la seconda Pink Ranger Mighty Morphin e la Pink Zeo Ranger.
- Austin St. John è Jason Lee Scott: il Red Ranger Mighty Morphin e il Gold Zeo Ranger. Jason torna con Kimberly ad Angel Grove perché Jason vuole partecipare al torneo di arti marziali. Egli viene poi catturato da Divatox per essere usato come un sacrificio umano per il demone Maligore.
- Amy Jo Johnson è Kimberly Hart: la Pink Ranger Mighty Morphin che ritorna con Jason ad Angel Grove. Insieme al compagno Jason, Kimberly viene catturata da Divatox per essere usata come un sacrificio umano per il demone Maligore.
- Steve Cardenas è Rocky DeSantos: il secondo Red Ranger Mighty Moprhin e il Blue Zeo Ranger. Durante gli allenamenti del torneo di arti marziali, egli si rompe la schiena cadendo dal ring, e a causa di ciò Justin prende il suo posto come Blue Turbo Ranger.
- Winston Richard è Zordon: un essere inter dimensionale rinchiuso da Rita Repulsa in una zona bidimensionale. È il mentore dei Power Rangers.
- Donene Kistler è Alpha 5: un robot che assiste Zordon e i Power Rangers.
- Jon Simanton è Lerigot: un potente mago che possiede una chiave magica che può aprire i portali ai mondi e ai reami.
- Paul Schrier è Farkus "Bulk" Bulkmeier: un poliziotto che viene catturato da Divatox come sacrificio umano ma, non avendo un cuore puro, Divatox rifiuta di sacrificarlo.
- Jason Narvy è Eugene "Skull" Skullovitch: un poliziotto che viene catturato da Divatox come sacrificio umano, ma, non avendo un cuore puro, Divatox rifiuta di sacrificarlo.
- Hilary Shepard Turner è Divatox: un pirata spaziale che intende sposare il demone Maligore e conquistare la galassia. Rapisce Lerigot sulla Terra per rubare la sua chiave magica e aprire un portale sull'isola del Triangolo del Nemesis, dove Maligore è imprigionato, per riportarlo in vita. Alla fine del film scappa nello spazio giurando vendetta ai Power Rangers.
- Danny Wayne Stallcup è Elgar: è il nipote di Divatox, un mutante che sta agli ordini di Divatox ma che viene ucciso dalla stessa pirata, che fa cadere Elgar nella lava al fine di riportare in vita Maligore grazie alla sua presunta morte.
- Mike Deak è Maligore: è il vero antagonista del film, un demone malvagio rinchiuso sull'isola terrestre "Triangolo del Nemesis" e che Divatox intende riportare in vita affinché egli frutti alla pirata spaziale grandi ricchezze. Grazie alla morte di Elgar, Maligore torna in vita e Divatox lo ingigantisce e lo fa combattere contro i Rangers, ma alla fine il demone viene ucciso dal Turbo Megazord dei Rangers.